# 1249 Rutherfordia
Rutherfordia (asteroide 1249) é um asteroide da cintura principal com um diâmetro de 12,41 quilómetros, a 2,0552509 UA. Possui uma excentricidade de 0,0759426 e um período orbital de 1 211,54 dias (3,32 anos).
Rutherfordia tem uma velocidade orbital média de 19,97146017 km/s e uma inclinação de 4,87109º.
Esse asteroide foi descoberto em 4 de Novembro de 1932 por Karl Reinmuth.